# 968

## Догађаји
- Устанак Кометопула

- Цар Никифор II прима бугарско посланство на челу са кнезом Борисом I (сином бугарског цара Петра I) са молбом за помоћ против Кијевске Русије. Никифор, окупиран на истоку, није у стању да га подржи. Уместо тога, он шаље изасланике да позову Печенеге да помогну цару Борису. Они опседају Кијев, али велики кнез Свјатослав I (у походу на Бугарску) се враћа са кијевским снагама за помоћ и побеђује Печенеге. Он их протерује у Степу и поставља намеснике да владају његовом руском територијом.
- Пролеће – Цар Отон I (Велики) путује у Капуу да се тамо састане са амбасадорима цар Никифор II, који поново понављају своје пријатељство, али одбијају да пристану на његове захтеве за мираз (видети 967). Отон напада византијску тему Лангобардије са ломбардском експедиционом снагом. Уз помоћ Беневенто-Капуе и поморске подршке из Пизе, Отон покушава да нападне Бари, али отпор Византије је јак и Отон се повлачи назад у Равену.
- Битка код Силистре: Кијевска војска (60.000 људи) предвођена кнезом Свјатославом I прелази Доњи Дунав и побеђује Бугаре код Силистре. Он заузима већи део Добруџе заузевши 80 тврђава у североисточној Бугарској. Они су опљачкани и уништени, али нису трајно окупирани. Током зиме, Свјатослав преноси престоницу из Кијева у Перејаслав.
- Пандулф I (Иронхеад), лангобардски принц, преузима територију Беневента и Капуе након смрти свог брата Ландулфа III. Он поставља свог сина Ландулфа IV за ко-принца Беневента, а разбаштињује Пандулфа II (сина Ландулфа III) за господара Сант'Агате (која се налази североисточно од Напуља).
- У Вијетнаму, након што је окончао анархију 12 војсковођа, Ђин Бо Линх се прогласио царем, што је означило почетак династије Ђинх.
- Мјешко I, војвода и кнез Пољске, гради Познањску катедралу у оквиру утврђеног упоришта Познања. Насеље постаје епископија, Мјешко поставља Јордана за првог епископа.